# Francesco Prudenzano
Francesco Prudenzano  (* 12. September 1823 in Manduria; † 19. Januar 1909 in Neapel) war ein italienischer Autor, Romanist und Italianist.

## Leben und Werk
Prudenzano, der 1848 in Venedig gegen die Österreicher gekämpft hatte, wurde 1860 stellvertretender Direktor der Universitätsbibliothek Neapel. Er lehrte an der Universität Neapel als Privatdozent italienische Literaturgeschichte. Neben wissenschaftlichen Werken veröffentlichte Prudenzano auch Verse, erzählende Prosa und Theaterstücke.

## Werke
- Instituzioni di arte poetica, Neapel 1848 (weitere Auflagen)
- Primi elementi di studii filologici, Neapel 1854
- Estetica, o Della suprema ragione del bello e dell'arte. Pensieri, 2 Bde., Neapel 1856
- Francesco d’Assisi e il suo secolo, considerato in relazione con la politica, cogli svolgimenti del pensiero e colla civiltà. Studii, Neapel 1857 (weitere Auflagen bis 1904)
- (Hrsg. und Fortsetzer) Francesco Salfi (1759–1832), Manuale della storia della letteratura italiana, Neapel 1863 (zuerst 1834)
- Storia della letteratura italiana del secolo XIX. Pensieri e giudizi, Neapel 1864 (weitere Auflagen)